# Округ Пјештјани
Округ Пјештјани (слч. Okres Piešťany) округ је у Трнавском крају, у Словачкој Републици. Административно средиште округа је град Пјештјани.

## Географија
Налази се у источном дијелу Трнавског краја.
Граничи:
- на сјеверу је Тренчински крај,
- источно Њитрански крај,
- западно Округ Трнава,
- јужно Округ Хлоховец.

Клима је умјерено континентална.

## Становништво
| Година:    | 1994.  | 2004.   | 2014.   | 2024.   |
| ---------- | ------ | ------- | ------- | ------- |
| Број људи: | 64 048 | 63 964  | 63 168  | 61 773  |
| Разлика:   |        | -0,13 % | -1,24 % | -2,20 % |

| Година:    | 2023.  | 2024.   |
| ---------- | ------ | ------- |
| Број људи: | 62 015 | 61 773  |
| Разлика:   |        | -0,39 % |

Према подацима о броју становника из 2011. године округ је имао 63.129 становника. Словаци чине 89,56% становништва.
| Етнички састав (2011)‍ | Етнички састав (2011)‍ | Етнички састав (2011)‍ | Етнички састав (2011)‍ | Етнички састав (2011)‍ |
| --------------------- | --------------------- | --------------------- | --------------------- | --------------------- |
|                       |                       |                       |                       |                       |
| Словаци               | Словаци               |                       | 0                     | 89,56%                |
| Чеси                  | Чеси                  |                       | 0                     | 0,70%                 |
| остали, непознато     | остали, непознато     |                       | 0                     | 9,74%                 |

## Насеља
У округу се налази два града и 25 насељених мјеста. Градови су Врбовје и Пјештјани.